# Alexandre Roubier d'Hérambault
Pour les articles homonymes, voir Roubier.
 (juin 2025).
Alexandre Roubier d'Hérambault est un homme politique français né le 1er février 1797 à Montcavrel (Pas-de-Calais) et mort le 14 juin 1864 à Paris.

## Biographie
Alexandre Roubier d'Hérambault est avocat à Douai, il est un militant libéral sous la Restauration. Maire de Montcavrel, conseiller général, il est député du Pas-de-Calais de 1831 à 1846, siégeant à gauche, puis de 1848 à 1864, siégeant à droite, puis se ralliant au Second Empire.
Il est un acteur majeur du projet de construction, à Étaples, du premier pont sur la Canche », dit « pont Napoléon ».

## Hommage
Une rue d'Étaples, qui mène au premier pont d'Étaples, porte son nom, la rue d'Hérambault.

## Distinction
Alexandre Roubier d'Hérambault est nommé chevalier de l'ordre national de la Légion d'honneur par décret impérial le 14 août 1857.

## Pour approfondir